# Affären à la carte
Affären à la carte (Originaltitel: Le Code a changé) ist eine Gesellschaftskomödie von Danièle Thompson aus dem Jahr 2009. Der Film war während des European Film Market auf der Berlinale am 7. Februar 2009 erstmals auf der Leinwand zu sehen. Kinostart in Deutschland war am 16. Juli 2009.

## Handlung
Die Fête de la Musique, die jedes Jahr am 21. Juni den kalendarischen Sommeranfang feiert, bietet der Scheidungsanwältin ML und ihrem arbeitslosen Mann Piotr eine gute Gelegenheit, um Freunde und solche, die es einmal werden sollen, einzuladen. Beide starten ziemlich nervös in den Tag und haben allerhand zu tun mit den Vorbereitungen. Nach und nach treffen die ersten Gäste ein. Erst Lucas, ihr Anwalt und eventuell zukünftiger Geschäftspartner, der ohne seine gelangweilte Frau Sarah eintrifft, da es auf der Hinfahrt zu einem heftigen Streit gekommen war. Anschließend MLs Schwester Juliette mit ihrem älteren Freund Erwann und der Onkologe Alain mit seiner Frau, der Gynäkologin Mélanie, bei der ML am Morgen noch zur Untersuchung war. Dabei darf dann auch nicht die Flamencolehrerin Manuela fehlen, die sie gleich nach dem Unterricht spontan für den Abend eingeladen hat. Doch dass ihr Mann auch noch den Architekten der neuen Küche und Junggesellen, Jean-Louis, eingeladen hat, passt ML nicht, wollte sie doch nach der Affäre keinen weiteren Kontakt zu ihm. Ihre Schwester wiederum ist nicht davon begeistert, dass ihr Papa Henri sich angekündigt hat. So wird er gleich nach seiner Ankunft in ein anderes Zimmer gebracht, damit Juliette kein Wort mit ihm reden muss.
Für den Zuschauer stellt sich die Frage, wer sympathisiert mit wem? Ergibt sich eine neue Liebe oder doch nur etwas für diesen Abend? Erotik, Sehnsucht und Sex, aber auch Kummer und Schmerz werden angeschnitten. Sarah und Piotr entdecken sich beim Dinner wieder und auf der Toilette kommt es zu intimen Berührungen. Zudem erfährt der Zuschauer, dass sich Manuela und Alain durch eine Therapie bereits seit Jahren kennen, doch sie verheimlicht ihre Krankheit vor allen. Erst mit der Zeit und dem berühmten Glas Rotwein lösen sich nicht verschweigbare Konflikte, dennoch bewahren alle ihre Contenance. Das oberflächliche Gerede langweilt den in die Jahre gekommenen Erwann und er trifft im ehemaligen Kinderzimmer der Schwestern auf den abgeschobenen Vater. Zusammen frischen sie alte Zeiten auf, entdecken Gemeinsamkeiten und liegen sich vor den Augen Juliettes nach einer akrobatischen Rock-’n’-Roll-Einlage in den Armen. Mag man den Gästen glauben, war es doch ein wunderbarer Abend voller Harmonie und ein grandioses Essen noch dazu. Allerdings fallen bereits auf dem Weg zum Auto die Masken und es wird Tacheles geredet.
Genau ein Jahr später, alles scheint beim alten, plant ML erneut ein Dinner mit genau denselben Personen. ML ist wieder bei der Gynäkologin und erst auf den zweiten Blick wird klar, dass Mélanie in der Zwischenzeit einen tragischen Unfall erlitten hat. Sie ist seit dem Ende des Dinners querschnittsgelähmt. Aber auch für die anderen war der Abend prägend; Sarah verließ ihren Mann Lucas und hat ihre Affäre mit Piotr fortgesetzt. Piotr plant die Scheidung. Juliette schließt mehr oder weniger Frieden mit ihrem Papa und Manuela hat nicht nur ihren Traum von einer eigenen Bar verwirklichen, sondern auch ihren Krebs besiegen können. Gäbe es da nur nicht das Ergebnis der gynäkologischen Untersuchung, dass ML schwanger ist. In letzter Minute überdenkt Piotr mit der „Hilfe“ von Sarah die Scheidung und gibt sich und ML eine zweite Chance. Zusammen feiern dann alle zusammen ausgelassen den Sommeranfang mit leichter Melancholie bei Manuela.

## Synchronisation
Für die deutsche Buch- und Dialogregie war Mina Kindl verantwortlich.
| Rolle      | Deutscher Sprecher     |
| ---------- | ---------------------- |
| ML         | Katharina Müller-Elmau |
| Piotr      | Olaf Reichmann         |
| Mélanie    | Ulla Wagener           |
| Alain      | Frank Röth             |
| Sarah      | Claudia Lössl          |
| Lucas      | Michael Roll           |
| Juliette   | Stephanie Kellner      |
| Erwann     | Roland Hemmo           |
| Manuela    | Elena Alvarez          |
| Jean-Louis | Philipp Moog           |
| Henri      | Thomas Rauscher        |

## Kritiken
Thomas Sotinel meinte in Le Monde: „Da alle Schauspieler mit großem Elan aufspielen, folgt man gerne den Verwerflichkeiten, dem Unglück und der Frustration von Leuten, die eigentlich alles haben, um glücklich zu sein.“
Thilo Wydra vom Bayerischen Rundfunk befand: „In Ansätzen gelingt es dem Thompson-Duo aus Mutter und Sohn auch, die Freuden und Leiden dieser individualistischen Zeitgenossen nachzuzeichnen, doch wirkt die Dramaturgie insgesamt nicht wie aus einem Guss, ist das erkennbare Changieren zwischen leichter Komödie und tiefsinniger Tragödie nicht ausgewogen. Die Verhältnismäßigkeiten stimmen nicht. Die Figuren […] bleiben teils leer und schal. Schicksale werden nur angerissen.“
Christina Tilmann urteilte im Tagesspiegel: „So erwarten wir französische Gesellschaftskomödien, und genau so löst Regisseurin Danièle Thompson […] sie ein: Elegantes Geplänkel bei Käse und Wein, ein schnelles Techtelmechtel im Bad, und am Ende sind alle kreuzunglücklich und geben sich gut unterhalten. Familien und Ehen zerbrechen und kitten sich neu, und man sieht das alles mit mäßigem Vergnügen und mittelschwerer Betroffenheit und vergisst es schnell wieder: ein Leichtgewicht.“
Daniel Sander schrieb im Spiegel: „Danièle Thompsons Film Le code a changé mit dem deutschen Titel Affären à la Carte zu strafen, kommt Rufschädigung gleich. Die direkte Übersetzung Der Code hat sich geändert wäre wohl auch nicht die eleganteste aller Möglichkeiten gewesen, aber musste man deswegen unbedingt die klischeehafteste Alternative wählen? Das hat kein Film verdient.“